# GSBV Moestasj
Groninger Studenten Basketbal Vereniging Moestasj is een studentensportvereniging in Groningen voor studenten van de Rijksuniversiteit en Hanzehogeschool. De vereniging is aangesloten bij de ACLO en speelt basketbal in competitieverband in het Rayon Noord van de Nederlandse Basketball Bond (NBB). Moestasj en GSBV De Groene Uilen organiseren jaarlijks het Groene Uilen-Moestasj International Tournament (GUMIT), dat meestal vlak na Pinksteren plaatsvindt en bezocht wordt door heren- en damesteams uit heel Nederland en diverse Europese landen.

## Geschiedenis

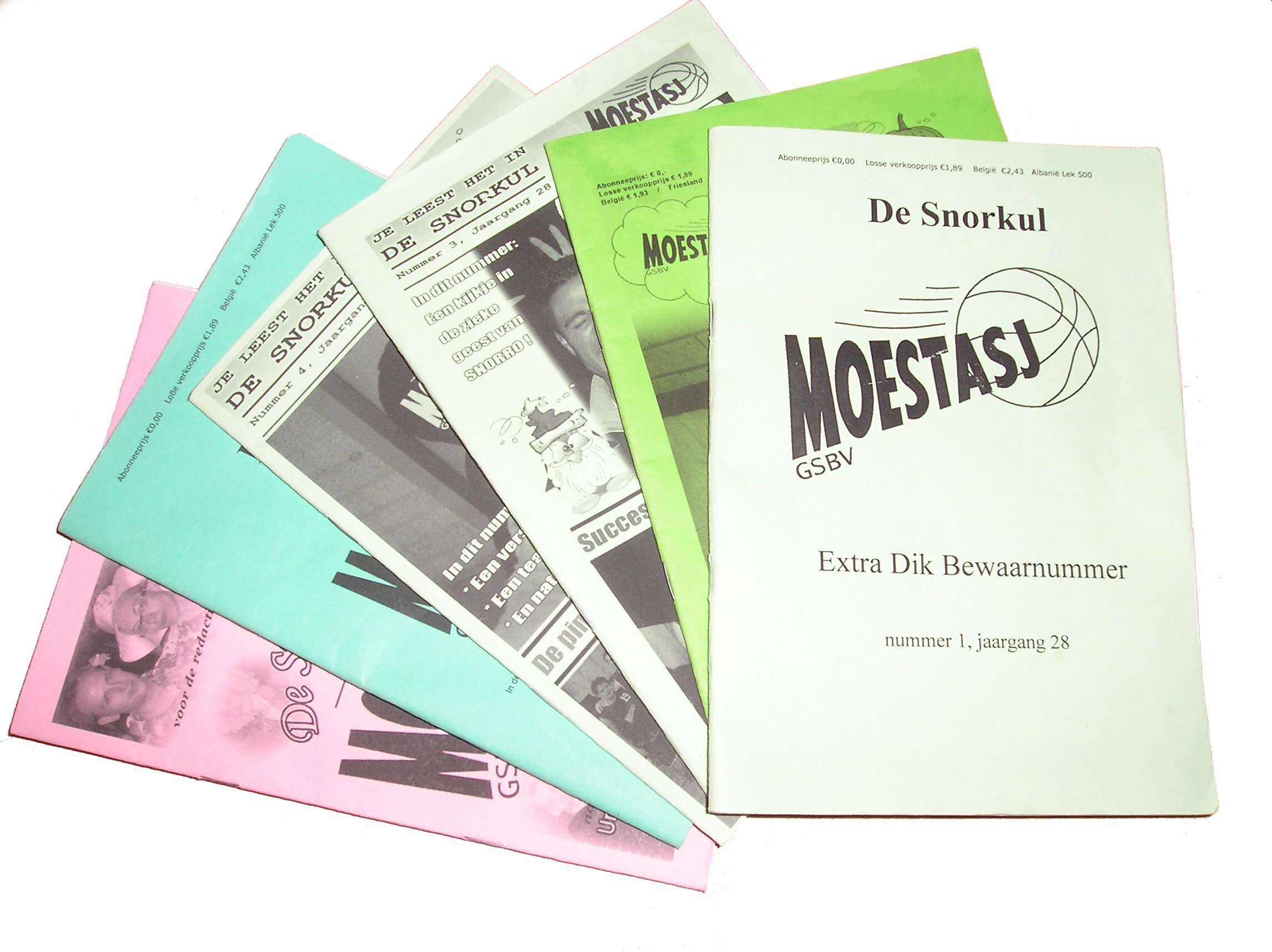
Clubblad: De Snorkul

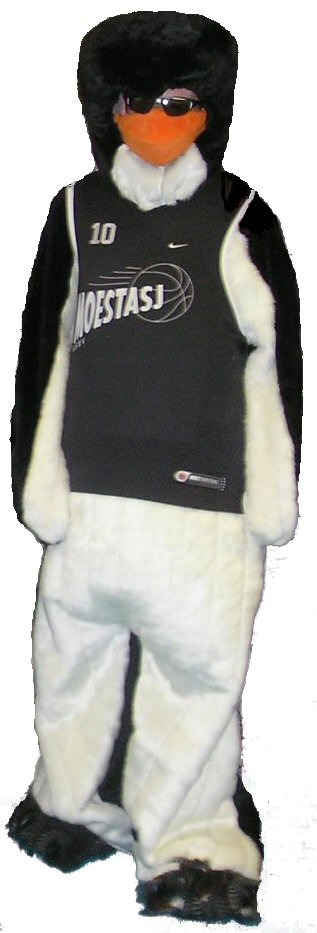
Mascotte: Boris

In het begin van de jaren 70 werd het eerste team van Donar (nu GasTerra Flames) gesponsord door Nationale Nederlanden. Het derde team van Donar speelde als studententeam naast de studentenverenigingen De Groene Uilen en E.N.O.S. (Eerste Nederlandse Oecumenische Sportvereniging) op het sportcentrum. De contacten tussen het kantoor van NN en het derde team van Donar werden steeds slechter en in het voorjaar van 1976 waren de spanningen zo hoog opgelopen, dat werd besloten tot een afsplitsing. GSBV Moestasj werd op 23 juni 1976 door Frits van Vendeloo opgericht als derde Groninger Studenten Basketballvereniging.
Sinds seizoen 1977-1978 (2e seizoen) heeft GSBV Moestasj een clubblad genaamd De Snorkul, zogenoemd vanwege de kul voor snorren. Jan Allex de Roos, Kaj Reker en Frits van Vendeloo vormen de eerste redactie. In de beginjaren werd de Snorkul op A4 uitgebracht en werd het clubblad gemaakt met een type-machine, moedervellen en een stencilapparaat. Later is overgestapt op A5-formaat met een omslag op gekleurd papier. De leus van De Snorkul luidt momenteel periodiek voor de fysiek ingestelde medemensch.
In de eerste jaren heeft GSBV Moestasj alleen herenteams, maar sinds het seizoen 1989-1990 zijn er ook dames lid van de vereniging.
In het seizoen 2003-2004 is door Wouter van Brussel (de toenzittende voorzitter) een pinguïn als mascotte voorgedragen. Aan het eind van het seizoen is de mascotte vernoemd naar Boris Titulaer, de winnaar van het tweede seizoen van het televisieprogramma Idols. Boris' leus was keep the soul alive, welke verbasterd werd naar keep the pinguïn alive als leus voor de pinguïn op de voorpagina van moestasj.nl. Een jaar later werd een mascotte met menselijke proporties gemaakt als ludieke actie voor een toernooi in Tilburg.
Op 23 juni 2006 bestond GSBV Moestasj 30 jaar en dit 6e lustrum werd een dag later op zaterdag 24 juni gevierd op het sportcentrum van de Rijksuniversiteit & Hanzehogeschool Groningen.
Sinds het seizoen 2008-2009 kent GSBV Moestasj een afnemend aantal teams, van twee damesteams en vier herenteams in 2008 naar één damesteam en twee herenteams in 2015. Alle teams spelen competitie in Rayon Noord van de NBB, waarbij Dames 1 en Heren 1 beiden uitkomen in de 1e klasse van het Rayon.

### Kampioenschappen
| seizoen   | Team    | Klasse                    | Coach                                 |
| --------- | ------- | ------------------------- | ------------------------------------- |
| 1995-1996 | Heren 1 | Rayon Noord - Hoofdklasse | Pieter Steendam en Joost van Balveren |
| 1999-2000 | Heren 2 | Rayon Noord - 3e Klasse   | Martijn Loppersum                     |
| 2005-2006 | Heren 2 | Rayon Noord - 2e Klasse   | Frans Hiddink                         |
| 2010-2011 | Dames 1 | Rayon Noord - 2e Klasse   | Kaj Reker                             |
| 2012-2013 | Dames 1 | Rayon Noord - Hoofdklasse | Bill Pijl                             |
| 2014-2015 | Dames 1 | Noord Vrouwen Senioren 2  | Ricardo Reul                          |
| 2015-2016 | Heren 1 | Noord Mannen Senioren 2A  | Zelf-coachend                         |

## Accommodatie
De thuiswedstrijden van GSBV Moestasj worden gespeeld op het Sportcentrum van de Rijksuniversiteit & Hanzehogeschool Groningen, voornamelijk in de Topsporthal van het Willem-Alexander Sportcentrum en in de Struikhal (die deel uitmaakt van het ACLO sportcentrum). Het sportcentrum ligt op het Zernikecomplex van Groningen, een campus in het noorden van de stad waar enkele faculteiten van de universiteit gevestigd zijn.